# Zmajur
Zmajur (latinski: Malpolon insignitus) vrsta je zmije iz porodice Psammophiidae.

## Otrovnost
Zmajur nije opasan za ljude.

## Vanjske poveznice
|  | Zajednički poslužitelj ima još gradiva o temi Malpolon insignitus |
|  | Wikivrste imaju podatke o taksonu Malpolon insignitus             |